# Марфино (Вичугский район)
Ма́рфино — деревня в Вичугском районе Ивановской области, на р. Пезуха, у шоссе Иваново — Кинешма, в 5 км от г. Вичуги; в составе Сунженского сельского поселения (с 2010), в деревне — памятник ВОВ (стела); рядом — зона отдыха (оздоровительные лагеря).
До 1918 г. в составе Вичугской волости Кинешемского уезда Костромской губернии. В 2005-2010 гг. - центр Марфинского сельского поселения. Население по переписи 1897 г. — 266 чел. По сведениям волостного правления в 1907 г. — 55 дворов, 279 чел. В начале 20 в. имелась кузница, льноткацкая фабрика (Пезухская мануфактура, основанная в 1901 г. М. А. Сироткиным, с 128 рабочими в 1916 г., закрыта после революции).
В 19 в. владел Семён Павлович Бакунин (1802—1864), брат Екатерины Бакуниной (первой любови А.С. Пушкина) и тверского губернатора Александра Бакунина. Рядом находилась усадьба С. П. Бакунина «Нескучное», которая с конца 19 в. стала дачей фабрикантов Разорёновых, в советское и постсоветское время (до 2000 г.) — детский пульмонологический санаторий «Марфино».
Марфино неоднократно посещал Питирим Сорокин (1889—1968) с целью пропаганды и распространения нелегальной литературы, за что в начале 1907 г. был арестован и исключен из Хреновской церковно-учительской семинарии.